# Polskie Towarzystwo Miłośników Astronomii
Polskie Towarzystwo Miłośników Astronomii (PTMA) – stowarzyszenie skupiające wszystkich zainteresowanych astronomią – astronomów oraz astronomów amatorów. Siedziba władz mieści się w Krakowie.
Towarzystwo jest patronem portalu internetowego Astronomia.pl. Wspólnie z PTA wydaje dwumiesięcznik „Urania – Postępy Astronomii”. Wydaje także serię wydawniczą Biblioteka Uranii.

## Historia
Towarzystwo Miłośników Astronomii zostało założone 26 listopada 1921 roku w Warszawie. Członkami założycielami byli Maksymilian Białęcki, Karol Kowerski, Felicjan Kępiński, Józef Larissa-Domański i Jan Niewodniczański. Początkowo siedziba mieściła się przy ulicy Widok 18 m. 5, w prywatnym mieszkaniu Józefa Larissa-Domańskiego, który był wówczas sekretarzem Towarzystwa (kamienica stoi tam do dziś). Później uzyskano lokal przy ulicy Siennej 15, gdzie zorganizowano bibliotekę i czytelnię, która później mieściła się w lokalu Seminarium Matematycznego Uniwersytetu Warszawskiego, na pierwszym piętrze Pałacu Staszica. W 1921 roku uruchomiono własne obserwatorium tzw. dostrzegalnię na poddaszu gmachu przy ulicy Chmielnej 88—90 (Szkoła Techniczna Kolejowa), gdzie obecnie znajduje się Muzeum Techniki NOT. Dostrzegalnię wyposażono w dwa instrumenty: lunetę z obiektywem 96 mm, własność Maksymiliana Białęckiego, społecznego kierownika dostrzegalni i lunetę Bardou z obiektywem 108 mm, zakupioną w styczniu 1922 roku. Z Towarzystwem współpracowało Obserwatorium Astronomiczne Uniwersytetu Warszawskiego oraz drukarnia przy ulicy Dobrej 28. W 1925 roku przeniesiono siedzibę Towarzystwa do Budynku Obserwatorium Astronomicznego Uniwersytetu Warszawskiego przy Alejach Ujazdowskich 6/8 (obecnie 4). Od 22 grudnia 1928 roku, na podstawie zmienionego statutu, stowarzyszenie przyjęło nazwę: „Polskie Towarzystwo Przyjaciół Astronomii”.
Po zakończeniu II wojny światowej grupa naukowców (wśród nich byli: Jan Gadomski, Kazimierz Kordylewski, Tadeusz Kochmański, Lucjan Orkisz, Janusz Pagaczewski, Norbert Ramer, Józef Ryzner) na przełomie 1947/1948 reaktywowała w Krakowie stowarzyszenie pod nazwą „Polskie Towarzystwo Miłośników Astronomii”. Organem prasowym towarzystwa zostało czasopismo „Urania”.

### Prezesi PTPA/PTMA
- 1921–1922 – Felicjan Kępiński[1]
- 1922–1924 – inż. Piotr Strzeszewski[1]
- 1924–1939 – Michał Kamieński[1]
- 1948–1949 – Jan Gadomski[1]
- 1949–1959 – inż. Władysław Kucharski[1][3]
- 1959–1960 – Jan Kutrzebski (kurator)[1]
- 1960–1964 – prof. Eugeniusz Rybka (kurator)[1][4]
- 1964–1973 – dr Józef Sałabun[1][5]
- 1973–1983 – Maciej Mazur[6]
- 1983–1986 – prof. Roman Karol Janiczek[7]
- 1986–1989 – prof. Michał Odlanicki-Poczobutt[8]
- 1989–1992 – prof. Zbigniew Kowalski[9]
- 1992–2000 – dr Jan Mietelski[10]
- 2000–2014 – dr Henryk Brancewicz[11]
- 2014–nadal – Mieczysław Janusz Jagła[12]

## Sekcje
Towarzystwo dzieli się na 9 sekcji tematycznych:
- SA – Sekcja Astronautyczna;
- SH – Sekcja Historyczna;
- SOCN –  Sekcja Ochrony Ciemnego Nieba;
- SOGZ – Sekcja Obserwatorów Gwiazd Zmiennych;
- SOK – Sekcja Obserwatorów Komet;
- SOMiM – Sekcja Obserwacji Meteorów i Meteorytów;
- SOPiZ – Sekcja Obserwacji Pozycji i Zakryć;
- SOS – Sekcja Obserwacji Słońca;
- SPA – Sekcja Popularyzacji Astronomii.

## Oddziały terenowe
Oddziały terenowe PTMA znajdują się w następujących miejscowościach:
- Białystok
- Chorzów
- Częstochowa
- Gliwice
- Grudziądz
- Katowice
- Kielce
- Kraków
- Krosno
- Lublin
- Łódź
- Poznań
- Puławy
- Rozdrażew
- Szczecin
- Toruń
- Warszawa
- Wrocław
- Zielona Góra